# Johann Gottlieb Janitsch
Johann Gottlieb Janitsch (né à Schweidnitz en Silésie, aujourd'hui Świdnica en Pologne le 19 juin 1708 et mort le 3 avril 1762 à Berlin) est un contrebassiste et compositeur allemand de musique classique, membre de l'École de Berlin.

## Formation
Johann Gottlieb Janitsch étudie à l'université de Francfort-sur-l'Oder. 

## Carrière
En 1736, il entre au service du prince héritier de Prusse, qui deviendra le futur Frédéric II, dit Frédéric le Grand, roi de Prusse. 
Alors qu'il n'est encore que prince héritier, Frédéric constitue un orchestre privé à partir de 1732 à sa résidence de Ruppin : Johann Gottlieb Graun est le premier musicien à entrer à son service dès 1732,, suivi par Franz Benda en 1733, Johann Georg Benda en 1734, Carl Heinrich Graun en 1735 puis Christoph Schaffrath et Johann Gottlieb Janitsch en 1736,.
En 1736, Frédéric et ses musiciens déménagent au château de Rheinsberg, vingt kilomètres plus au nord,.
En mai 1740, âgé de 28 ans, le prince monte sur le trône de Prusse sous le nom de Frédéric II et transporte sa cour à Potsdam près de Berlin,. Il s'attache en 1741 les services du flûtiste Johann Joachim Quantz pour compléter son orchestre et donner ainsi naissance à l'École de Berlin.
Janitsch meurt à Berlin au printemps 1762.

## Œuvres
Une partie de ses partitions originales furent perdues lors de la Seconde Guerre mondiale, quand la bibliothèque de la Singakademie de Berlin fut pillée par l'Armée rouge. Ses manuscrits sont conservés dans cette bibliothèque et accessibles depuis 1999. Une grande partie de ses œuvres avaient déjà été imprimées de son vivant par l'éditeur Breitkopf & Härtel. Ses sonates, principalement en trio ou en quatuor (trois dessus et basse continue) étaient jusqu'à la fin des années 1740 des sonata da chiesa (lent, vite, lent, vite) et après 1750 plutôt du type sonata da camera souvent en trois mouvements. Janitsch utilise une grande variété de combinaisons d'instruments dans ses 28 quatuors (par exemple : flûte, hautbois, alto et basse continue ou flûte, deux altos et basse continue). Il composa des musiques de fêtes, cantates, sonates en trio pour orgue, lieder avec clavecin, un Te Deum et quelque 20 symphonies.

## Discographie
- Berliner Quartette de Johann Gottlieb Janitsch, par l'ensemble Il Gardellino